# Eremodothis angulata
Eremodothis angulata är en svampart som först beskrevs av A.C. Das, och fick sitt nu gällande namn av Arx 1976. Eremodothis angulata ingår i släktet Eremodothis och familjen Sporormiaceae.   Inga underarter finns listade i Catalogue of Life.